# Lucien Didier
Lucien Didier (Ciutat de Luxemburg, 5 d'agost de 1950) és un exciclista luxemburguès, ja retirat, que fou professional entre 1977 i 1984. Era gendre del ciclista Jean Diederich, professional del 1946 al 1954, i pare de Laurent Didier, també ciclista professional.
Com a ciclista amateur va prendre part en la prova en línia dels Jocs Olímpics de Múnic de 1972, en què finalitzà en la 56a posició. També disputà la prova en línia dels Jocs Olímpics de 1976, però en aquesta ocasió abandonà.
Els seus principals èxits foren dues edicions de la Volta a Luxemburg (1979 i 1983) i els campionats nacionals de 1977 a 1980. Va participar en deu Grans Voltes entre 1978 i 1984, incloent-hi sis Tours de França. En cadascuna de les seves participacions al Tour va finalitzar la cursa i va ajudar el seu cap de files a guanyar la general: Bernard Hinault quatre vegades i Laurent Fignon dues vegades.

## Palmarès
- 1972
  -  Campió de Luxemburg en ruta, amateur
- 1973
  - 1r al Gran Premi François-Faber
- 1974
  -  Campió de Luxemburg de ciclocròs
  - 1r al Gran Premi François-Faber
- 1975
  - 1r al Gran Premi François-Faber
- 1977
  -  Campió de Luxemburg en ruta
- 1978
  -  Campió de Luxemburg en ruta
- 1979
  -  Campió de Luxemburg en ruta
  - 1r de la Volta a Luxemburg i vencedor d'una etapa
- 1980
  -  Campió de Luxemburg en ruta
- 1983
  - 1r de la Volta a Luxemburg

### Resultats al Tour de França
- 1978. 52è de la classificació general
- 1979. 29è de la classificació general
- 1981. 22è de la classificació general
- 1982. 25è de la classificació general
- 1983. 52è de la classificació general
- 1984. 72è de la classificació general

### Resultats a la Volta a Espanya
- 1978. 38è de la classificació general
- 1983. 19è de la classificació general

### Resultats al Giro d'Itàlia
- 1980. 45è de la classificació general
- 1982. 41è de la classificació general